# Sarbel
Sarbel-Michael Maronitis (Griego:Σαρμπέλ-Μιχαήλ Μαρωνίτης; Árabe:شربل مخائيل), conocido simplemente como Sarbel, es un cantante grecobritánico de pop nacido el 14 de mayo de 1981 en Londres. Es conocido en Chipre y Grecia por su sencillo, Se Pira Sovara, con la colaboración de Irini Merkouri, y por los álbumes Paraxeno Synesthima y Sahara.
Representó a Grecia el año 2007 en Eurovisión con el tema Yassou María. Ocupó la 7ª plaza, un punto en ventaja sobre Armenia. Las máximas puntuaciones fueron dadas por Bulgaria (12), Chipre (12), Alemania (10), Reino Unido (10), Rumania (10), Armenia (8) y Bélgica (8).

## Discografía

### Álbumes
- 2004: Parakseno Sinesthima
- 2005: Paraksno Sinesthima (Edición especial)
- 2006: Sahara
- 2007: Sahara (Edición Eurovisión)

### Sencillos
- 2004: "Se Pira Sovara"
- 2005: "Sokolata"
- 2005: "Thelo Na Petakso"
- 2006: "Sahara"
- 2006: "Takse Mou"
- 2006: "Enas Apo Mas"
- 2007: "Yassou Maria"
- 2008: "Eho Trelathei"